# Pedro Abellanas
Pedro Abellanas Cebollero (Zaragoza, 20 de noviembre de 1914 - Madrid, 29 de julio de 1999) fue un matemático español, considerado una de las personalidades más influyentes en la matemática española durante la segunda mitad del siglo XX. Se le considera el promotor de la escuela española de singularidades que se mantiene hasta la actualidad.

## Biografía

### Infancia y juventud
Pedro Abellanas nació en Zaragoza el 20 de noviembre de 1914. Obtuvo el título de licenciado en Ciencias Matemáticas por la Universidad de Zaragoza en el año 1935, con premio extraordinario. Tras el estallido de la Guerra Civil Española, combatió en el bando sublevado, donde llegó a alcanzar el puesto de alférez provisional. Resultó herido y fue hecho prisionero. Al poco tiempo de terminar la guerra, en septiembre de 1939, obtuvo el puesto de profesor auxiliar en la Facultad de Ciencias de la Universidad Complutense de Madrid. Dos años después leyó su tesis doctoral en la misma universidad, titulada «El problema de la curvatura íntegra en el caso de una variedad geométrica diferencial, de Hopf-Rinow, de dimensión par, completa y admitiendo una descomposición poliédrica que sea una pseudo-variedad cerrada».
Posteriormente consiguió una beca de la Fundación Conde de Cartagena para viajar a Alemania a ampliar sus estudios. Permaneció durante diez meses del año 1942 en la Universidad de Leipzig, donde llevó a cabo investigaciones en las áreas de geometría algebraica y geometría abstracta bajo la dirección de Van der Waerden. El contacto con la universidad alemana causó en él honda impresión y aplicó algunas de sus características a la universidad española tras su vuelta, como la austeridad y el rigor en sus exámenes, que realizaba de forma oral tal y como era habitual en Alemania.

### Profesor en Zaragoza y Madrid
En 1942, contando 27 años, obtuvo la cátedra de Geometría Analítica y Topología en la Universidad de Zaragoza. Siete años después, en 1949, ganó un concurso de traslado y fue nombrado catedrático de Geometría Proyectiva en la Universidad Complutense de Madrid. Contaba entonces con 35 años de edad. En 1952 fue nombrado secretario de la Facultad de Ciencias. Fue habitual en él la participación en congresos internacionales de matemáticas, cosa poco común en el profesorado español de la época.
En 1958 fue nombrado director del Instituto Jorge Juan de Matemáticas del CSIC. En 1960 inició junto con Sixto Ríos las Reuniones Anuales de Matemáticos Españoles, conferencias que fueron el evento científico más importante de España en el ámbito de las matemáticas durante la segunda mitad del siglo XX.
En 1974 recibió la Encomienda Civil de la Orden de Alfonso X el Sabio al Mérito Docente.

### Libros
- - (1961). Geometría básica,  Ed. Romo.
- - (1974). Álgebra lineal y geometría,  Ed. Universidad a Distancia. 501 p. ISBN 84-362-0169-8
- - (1975). Elementos de matemática,  Pedro Abellanas, Madrid. ISBN 84-400-8186-3
- - (1976). Análisis matemático, Ed. Universidad Nacional de Educación a Distancia. ISBN 84-362-0856-0

### Jubilación
Abellanas se retiró de la docencia y la investigación en noviembre de 1984, con 70 años de edad. Poco antes había dicho:

Después de tantos años, todavía no me otorgo el título de “matemático”, sino el de “estudiante de matemáticas”.

No permitió la celebración de homenajes a su figura. Decidió mantener un retiro silencioso, alejado de la universidad y de los centros de investigación, aunque mantuvo su curiosidad por los avances en la matemática y continuó leyendo las últimas novedades científicas en el campo hasta su muerte en Madrid el 29 de julio de 1999. Su funeral tuvo lugar el 17 de septiembre en la Parroquia de Santa Rita. Su esposa Carmen falleció el 3 de marzo del año siguiente y su funeral se celebró en la misma parroquia el 14 de abril del 2000.
Se encuentran sepultados en el cementerio de Cercedilla en la comunidad de Madrid.